# Miguel Alejos Burriel
Miguel Alejos Burriel (Martín del Río, 1800 - Zaragoza, 25 de junio de 1849) fue un político español.

## Reseña biográfica
Fue abogado y propietario agrícola, constando como administrador de la rica condesa de Montijo. Con la desamortización compró una casa y negocios en Zaragoza, en la que se asentó.
Inició una carrera política en Aragón al ser elegido concejal en la Junta Revolucionaria que tomó el poder en Zaragoza en 1835. De tendencias liberales, Burriel era parte de la Milicia Urbana y se propuso que liderara una de las columnas liberales organizadas en Zaragoza a mandar al Bajo Aragón durante el comienzo de  Primera Guerra Carlista. En 1836 fue elegido diputado por la provincia de Teruel, cargo que renovaría en sucesivas elecciones hasta 1843.
Fue alcalde de Zaragoza de 1840 a 1841. Uno de los hitos de su alcaldía fue la ley de ayuntamientos de 1840, que pretendía recortar la autonomía municipal en España y contra la que Burriel organizó la oposición en su ciudad. Durante ese periodo también actuó como presidente de la Junta Provincial de Gobierno de la provincia de Zaragoza del 7 de septiembre de 1840 al 1 de octubre de 1840, en ausencia de un jefe político superior titular. Este proyecto de ley de ayuntamientos dividió la escena política española entre el Partido Moderado y el Partido Progresista, con el segundo opuesto a la ley y esperando el apoyo del general Espartero. El ascenso al poder Espartero de supuso una aceleración de la carrera política de Burriel.
Su gobierno en Zaragoza se hizo famoso por sus ideas para una industrialización de Zaragoza, particularmente aprovechando la energía hidráulica del Canal Imperial de Aragón. Este generaba desniveles en su paso al sur de Zaragoza, viendo Burriel potencial en su paso por Torrero. El proyecto se convirtió en una iniciativa de Burriel tras dejar la alcaldía. Burriel calculaba que la fuerza motriz podría sustentar una industria textil que acabara con la importación de productos en la ciudad y generara trabajo para más de 200 000 personas, multiplicando la población de esta. Ello iría, en los proyectos de Burriel, acompañado por la urbanización de Torrero como zona industrial hacia el puerto de Miraflores, donde el canal serviría también como vía de transporte, y la conexión de esta zona con un ensanche de la ciudad.
Durante la regencia de Espartero Burriel fue elegido diputado en varias listas progresistas por la provincia de Teruel, donde mantenía propiedades y donde apoyó el oficialismo progresista moderado frente al progresismo más radical de Víctor Pruneda. Era así visto como un hombre bien relacionado con el gobierno y como un firme defensor del orden constitucional liberal progresista.
En 1842 fue comisionado junto a Pascual Madoz para inventariar las fábricas textiles de Cataluña para la aprobación de nuevos aranceles. Los proyectos liberalizadores de Espartero, sin embargo eran una amenaza tanto para los proyectos de una Zaragoza industrial de Burriel como para la industria textil catalana. Las protestas en Barcelona y el subsiguiente bombardeo de la ciudad catalana supusieron la caída de Espartero. Zaragoza, sin embargo, protagonizó una de las pocas sublevaciones en favor de Espartero en 1843, que repusieron a Burriel como alcalde de la ciudad en septiembre.
Falleció en 1849. Dejó un hijo, Juan Miguel Burriel que había seguido sus pasos en política.